# Coilover

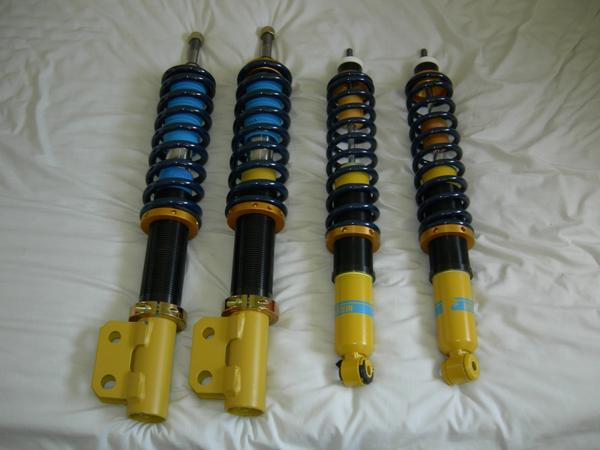
Fyra coilovers.

Coilover är en kombinerad stötdämpare och fjäder. Coilovern tillverkas som en enda enhet och byts också som en enhet. Stötdämparen och fjädern är ihopbyggda som en enhet innan de installeras och byts ut som en enhet då stötdämparen har läckt. Detta ger en optimal stötdämpning. Vissa coilovrar kan ställas in utifrån frigångshöjd och hårdhet.
Den vanligaste användningen av coilovers är i framvagnar av MacPherson-typ, som är den vanligaste konstruktionen i moderna bilar. 